# Keblov
Keblov (en allemand : Köblau) est une commune du district de Benešov, dans la région de Bohême-Centrale, en République tchèque. Sa population s'élevait à 183 habitants en 2020.

## Géographie
Keblov se trouve à 13 km à l'est-sud-est de Vlašim, à 31 km au sud-est de Benešov et à 64 km au sud-est de Prague.
La commune est limitée par Trhový Štěpánov et Soutice au nord, par Bernartice et Loket à l'est, par Strojetice au sud et par Mnichovice à l'ouest.

## Histoire
La première mention écrite de la localité date de 1295.

## Administration
La commune se compose de deux quartiers :
- Keblov
- Sedlice